# Bundeswahlkreis Curtin
Koordinaten: 31° 57′ S, 115° 48′ O

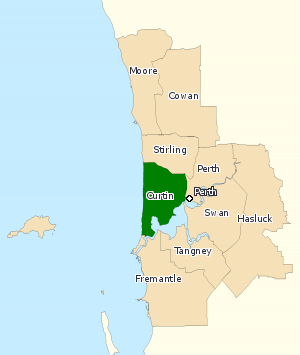
Lage des Wahlkreises im Stadtgebiet von Perth.

Der Bundeswahlkreis Curtin ist ein Wahlkreis (englisch electoral division) für die Wahl eines Abgeordneten des australischen Repräsentantenhauses. Er liegt im Stadtgebiet von Perth im Bundesstaat Western Australia. Der Wahlkreis umfasst die wohlhabenden Stadtteile Claremont, Cottesloe Town, Mosman Park, Nedlands, Subiaco City und Swanbourne.
Er wurde 1949 gegründet und nach dem australischen Premierminister John Curtin benannt.
Seit 2019 ist Celia Hammond von der Liberal Party of Australia die amtierende Abgeordnete des Wahlkreises.

## Bisherige Abgeordnete
| Name           | Partei                     | Amtszeiten |
| -------------- | -------------------------- | ---------- |
| Paul Hasluck   | Liberal Party of Australia | 1949–1969  |
| Victor Garland | Liberal Party of Australia | 1969–1981  |
| Allan Rocher   | Liberal Party of Australia | 1981–1996  |
| Allan Rocher   | parteilos                  | 1996–1998  |
| Julie Bishop   | Liberal Party of Australia | 1998–2019  |
| Celia Hammond  | Liberal Party of Australia | 2019–      |